# Lester L. Snyder
Lester Lynne Snyder (* 11. Juli 1894 in Panora, Guthrie County, Iowa; † 26. Dezember 1968 in Newmarket, Ontario) war ein US-amerikanisch-kanadischer Ornithologe.

## Leben
Snyder war das jüngste Kind von John Theodore Snyder und Dora B. Miller. Er besuchte die öffentliche Schule in Panora und absolvierte von 1909 bis 1912 die Guthrie High School. In seinem letzten Schuljahr wechselte er auf die Mason City High School und lebte mit seiner älteren Schwester Aimee zusammen. Im September 1913 schrieb er sich für ein vierjähriges Studium der Liberal Arts an der State University of Iowa in Iowa City ein. Unter der Leitung von Homer Ray Dill erhielt er eine Ausbildung in grundlegenden Museumstechniken, Ornithologie, Allgemeiner Zoologie und Entomologie. Zudem absolvierte er Lehrgänge in Grafik und plastischer Kunst (am Fine Arts College), technischem Englisch (am College of Engineering) und Harmonielehre (an der School of Music). Im September 1917 bewarb er sich erfolgreich um eine Stelle als Technologe am Royal Ontario Museum of Zoology (ROM) in Toronto, Ontario, und schloss somit sein Studium nie offiziell ab.
Snyder schloss sich im September 1917 dem kuratorischen Personal des Zoologischen Museums an, das aus drei weiteren Personen bestand. Seine Karriere am Royal Ontario Museum begann zunächst als Technologe in der Galerie und dann als Technologe in der Ornithologie. Im September 1935 wurde er zum Kurator für Vögel ernannt und war in dieser Funktion bis zu seiner Pensionierung am 30. Juni 1963 tätig. Parallel zu seinem Engagement als Kurator war er von 1938 bis 1949 Assistenzdirektor sowie von 1949 bis 1955 stellvertretender Leiter der zoologischen Abteilung des Royal Ontario Museum. Er heiratete im Januar 1918 in Toronto Florence Ethyl Steece aus Mason City, Iowa. Aus dieser Ehe ging ihr einziger Sohn Richard Lynne hervor, der später als wissenschaftlicher Bibliothekar an der Drexel University in Philadelphia arbeiten sollte. Snyder initiierte eine Faunenerhebung in Ontario, die in den meisten Sommern bis 1952 durchgeführt wurde. Er baute eine große ornithologische Bibliothek sowie die Forschungssammlung von Vögeln (und zum Teil auch von Säugetieren) im Royal Ontario Museum auf. Während seiner Amtszeit wuchs die Sammlung von 5000 auf etwa 100.000 Bälge, Eier und Nester. Er förderte aktiv das Studium der Vögel durch Einzelpersonen und Gruppen. Er leitete zahlreiche Feldexpeditionen in verschiedene Teile Ontarios, von Point Pelee und Long Point am Eriesee bis nach Fort Severn an der Hudson Bay. Diese Feldforschungen erbrachten Daten und Exemplare für Exponate, insbesondere Lebensraumgruppen und Vertreter von Vogelarten, darunter Kragenhühner (Bonasa umbellus), Schweifhühner (Tympanuchus phasianellus), Virginia-Uhus (Bubo virginianus)  und Falkennachtschwalben (Chordeiles minor) für taxonomische und biogeografische Studien. Snyder war für die ersten Dioramaräume in der Geschichte des ROM verantwortlich und spielte sowohl konzeptionell als auch künstlerisch eine zentrale Rolle. Die Tausende von Forschungsexemplaren, die bei den Studien gesammelt wurden, lieferten das Material für zwei wichtige Bücher: Ontario Birds (1951), das vom Toronto Daily Star zum Buch des Jahres gewählt wurde, und Arctic Birds of Canada (1957). Seine letzte Arbeit über die Verbreitung und die taxonomischen Aspekte der Avifauna von Ontario, die er 1956 unter dem Arbeitstitel Ontario ornithological annual begann, blieb unvollendet. Neben den faunistischen Erhebungen in Ontario trug Snyder auch auf andere Weise zur Erweiterung der Bestände des Museums bei. Auf seine Anregung hin wurden die privaten Sammlungen von J. H. Fleming (32.267 Exemplare aus aller Welt), J. A. Munro (8461) und Hoyes Lloyd (4726) dem ROM hinzugefügt. Das Material von Fleming umfasste 80 % der 1940 anerkannten Arten der Welt und Vertreter aller Vogelfamilien mit Ausnahme der Borstenvögel (Atrichornithidae). Die Sammlungen von Munro und Lloyd bereicherten die Artenvielfalt in ganz Kanada und ausgewählten Teilen der Vereinigten Staaten erheblich. Snyder veröffentlichte 183 Arbeiten, darunter Artenlisten aus seinen zahlreichen Feldstudien, Aufzeichnungen über ungewöhnliche Vögel, taxonomische Übersichten über Vogelarten, populäre Arbeiten für Naturforscher und 23 über Säugetiere. Snyder war 1921 an der Gründung des Brodie Clubs, 1923 an der Gründung der Toronto Field Naturalists und 1931 an der Gründung der Federation of Ontario Naturalists beteiligt, der er bis 1947 als Direktor angehörte. 1919 trat Snyder der American Ornithologists’ Union bei, nahm aber bis 1924 an keiner Jahresversammlung teil. 1928 wurde er zum Mitglied gewählt.
Snyder beschrieb die Unterarten Accipiter striatus perobscurus des Eckschwanzsperbers, Somateria mollissima sedentaria der Eiderente sowie die drei Unterarten Spatula cyanoptera borreroi, Spatula cyanoptera tropica und Spatula cyanoptera septentrionalium der Zimtente.
Snyder starb Weihnachten 1968 im York County Hospital in Newmarket, Ontario, an den Folgen eines Schlaganfalls.